# Битка при Орбитело
Битката при Орбитело (известна също като битката при Изола дел Джилио) е голямо морско сражение през Френско-испанската война, състояло се на 14 юни 1646 г. близо до управлявания от испанците град Орбитело, на крайбрежието на Тоскана, Италия, между френски флот, воден от Жан Арман дьо Маиле-Брезе, Маркиз на Брезе и испански флот, командван от графа на Линарес, изпратен да пробие френската блокада на Орбитело и да помогне на града, обсаден от 12 май от френска армия под командването на принца на Каринян. Битката е много необичайна тактически, защото е проведена между платноходи, водени от галери в лек бриз.
След тежка, но нерешителна битка, по време на която адмирал Брезе е убит, френският флот се оттегля в Тулон, като оставят морето под контрола на испанците, които решават да не го преследват. Сухопътните сили, транспортирани от Линарес, не успяват да пробият френските обсадни позиции и обсадата продължава до 24 юли, когато друга испанска армия, водена от маркиза на Торекусо и херцога на Аркос побеждават френските сили и ги принуждават да се оттеглят с тежки загуби.

## Прелюдия
През 1646 г., след няколко морски успеха срещу Испания в Средиземно море, кардинал Мазарини планира морска експедиция, за да атакува испанската сателитна държава Президи, за да се прекъснат испанските комуникации с Кралство Неапол, заплашвайки началните етапи на испанските морски пътища, както и да се сплаши папа Инокентий X, чийто происпански позиции не се харесват на Мазарини. За тази цел в Тулон е събран флот, командван от адмирал Брезе, който се състои от 36 галеона, 20 галери и много малки съдове, които да транспортират екипировката на армия от 8000 пехотинци и 800 конници под командването на Томас дьо Каринян. След като дебаркират в Таламоне и го превземат, французите обсаждат важната крепост Орбитело. Гарнизонът от 200 испански войници, водени от капитан дон Карло де ла Гата не може да окаже дълго съпротива без помощ.
След като новините за обсадата достигат Испания, на графа на Линарес, португалски благородник, останал верен на Фелипе IV след португалското въстание през 1640 г., който е капитан-генерал на средиземноморските галери и следователно върховен командир на испанските средиземноморски сили, е заповядано да отплава към Орбитело с 22 военни кораба (включително 8 фрегати от фламандската армада), заедно с 3300 войници да пробият обсадата. До нос Карбонеро, към флота му се присъединяват 18 галери от ескадрите на Неапол, Сардиния, Генуа и Сицилия и кораби под командването на адмирал-генерал Франсиско Диас де Пимиента. Испанският флот достига 22 галеона и 30 галери, срещу 36 галеона и 20 галери, блокиращи Орбитело.

## Битката
Сутринта на 14 юни испанският флот достига остров Джилио, построен във фронтална линия с галеоните и галерите отпред и 8 съда отзад. Адмирал Брезе построява своя флот в линия скоро след това, като редува галеони и галери и отплава на запад към Линарес при лек бриз. В 9 часа сутринта той е на четири мили от испанците, когато поради слабия вятър, галеоните от двете страни се наложило да бъдат теглени от галерите. Двата флота плават един до друг, докато Линарес успява на заеме наветрената страна поради по-големия брой галери и се придвижва към корабите на Брезе.
Френският адмирал, неспособен да използва брандерите, както в битките при Кадис, Барселона и Картехена, заповядва отстъпление. Тогава испанският флот разваля своята формация и започва преследване на французите, чийто ариегард бързо е достигнат. Преследването, обаче, е спряно след като флагмана на Пимиента Сантиаго губи главната си мачта. Линарес и адмирал Пабло де Контрерас помагат на Пимиента, тъй като се страхуват атака на френските брандери. Останалите кораби започват битка срещу Брезе и след нерешително сражение, което продължава до свечеряване, двата флота се разделят. Испанците губят фрегатата Санта Каталина, която е изгорена от собствения си екипаж, за да не попадне в плен. Галеонът Теста де Оро е тежко повреден, след френски брандер се взривява. Два от френските галеони също са тежко повредени. За французите по-тежка е загубата на адмирал Брезе, който е разкъсан на две от гюле, което удря кърмата на неговия флагман Гран Сен Луи.
На следващата сутрин испанският и френският флот са на 12 мили един от друг. Комте дьо Даньон, заместника на Брезе, решава да отплава до Порт Херкулес за поправка. Той е преследват от Линарес на 15 и 16 юни, но испанският флот прекратява гонитбата, за да помогне на Орбитело, където Карло де ла Гата е под обсада. Това не се осъществява, защото повечето кораби се разпръскват по време на буря през нощта. Някои от тях достигат Сардиния, а други Джилио и Монтекристо. Галерата Санта Барбара потъва при Джилио, като загиват 46 гребци. Французите също пострадват от бурята. Една от техните галери потъва близо до Пиомбино, но нейният екипаж и артилерия са пленени от испанците, заедно с един изостанал брандер.

## Резултат
На 23 юни испанският флот пуска котва в Порто Лонгоне, където в решено на военен съвет да се помогне на Орбитело след като се направи основен ремонт. След два дни няколко фрегати от испанския фламандски флот са изпратени на превземат пристанището на Таламоне и по време на операцията заедно с осем кораба, пристигнали от Неапол за същата цел, унищожават или пленяват близо 70 баржи с доставки за армията на принц Каринян. Междувременно дьо Даньон пристига в Тулон и въпреки провала си, французите по-късно успяват да докарат подкрепления на пет кораба, а Линарес не успява да пробие обсадата. Обсадата е вдигната след един месец, когато армия под командването на херцога на Аркос и маркиза на Торесуко напада французите. В резултат на тази битка над 7000 французи са убити или пленени, заедно с цялата артилерия и екипировка, което проваля цялата френска кампания. След това флотът се завръща в Испания.
Крал Фелипе IV, който очаква френският флот да бъде унищожен, не е задоволен от резултата от морската битка и освобождава от длъжност графа на Линарес и адмирал Пимиента, като ги обвинява в лошо ръководство и изоставяне на поверените им сили. Той назначава 17-годишният си незаконен син Хуан Хосе Австрийски за генерален губернатор на всички военноморски сили, като му дава заповеди и власт да спре лошото ръководство във флота. Въпреки това, победата на испанския флот при Орбитело допринася много за намаляване на френския натиск в Италия. В резултат 6000 неаполитански войници са прехвърлени във Валенсия, за да помогнат в борбата срещу французите в Каталония, където графът на Аркур в победен при Лерида.